# Misné
Misné es una localidad ubicada en la localidad de Mérida, municipio de Mérida, en Yucatán, México. Actualmente se localiza en el fraccionamiento del mismo nombre al oriente de la ciudad de Mérida, capital del estado de Yucatán, con la que se encuentra conurbada.

## Toponimia
Misné en lengua maya significa cola de gatos.

## Datos históricos
- En el siglo XVIII fue hacienda maicero-ganadera.
- En el siglo XIX fue hacienda henequenera.
- En 1900 pertenecía la municipio de Kanasín.
- En el siglo XX fue convertida en propiedad privada.

## Restauración
El viejo casco de la hacienda ha sido restaurado.

## Importancia histórica
Fue residencia del cantante Nicolás Urcelay.

## Demografía
En 1900 según el INEGI, la población de la localidad era de 14 habitantes, de los cuales 7 eran hombres y 7 eran mujeres.
| 14                          |
| (Fuente: INEGI [Consultar]) |

## Galería

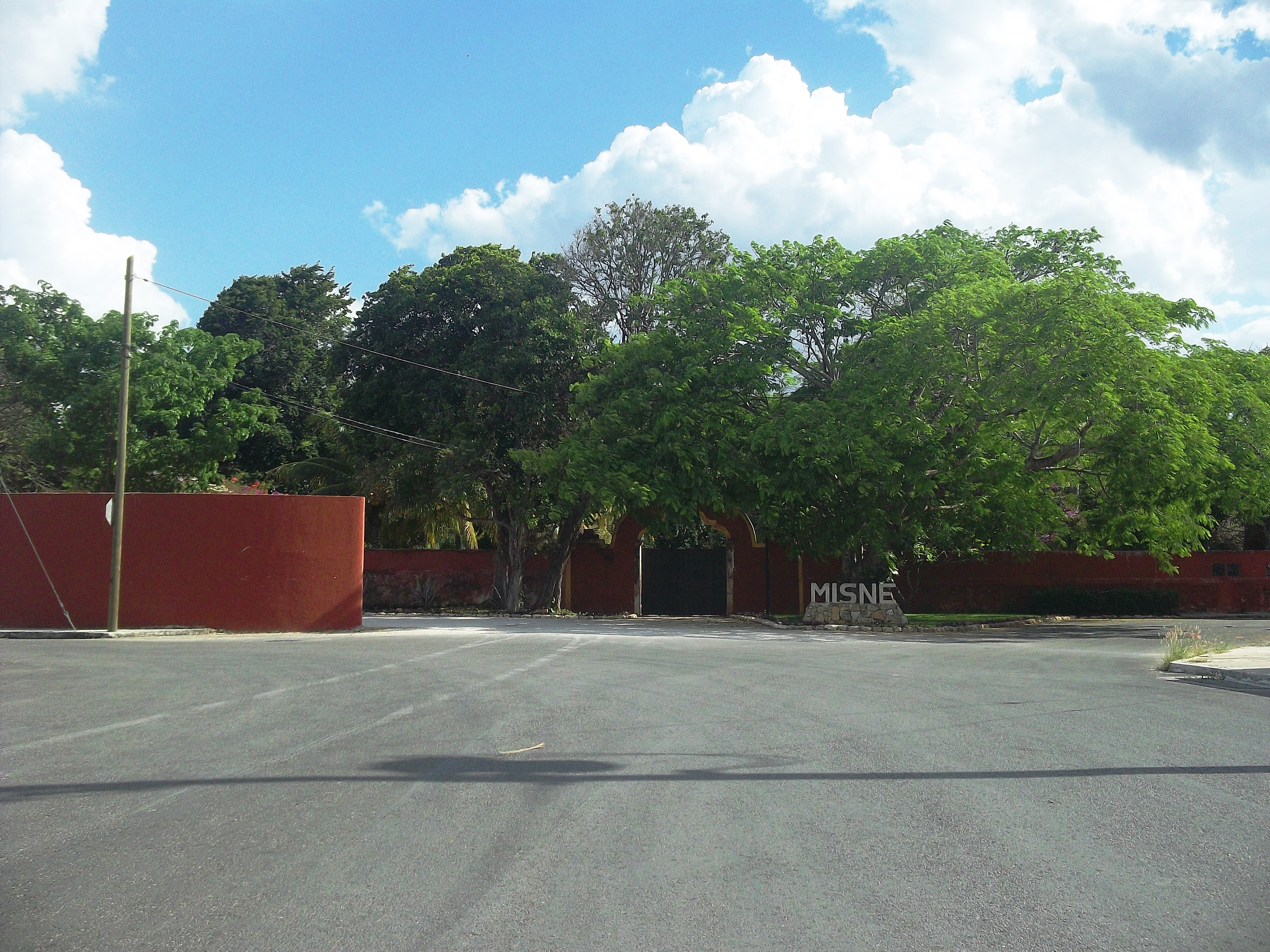
Hacienda.
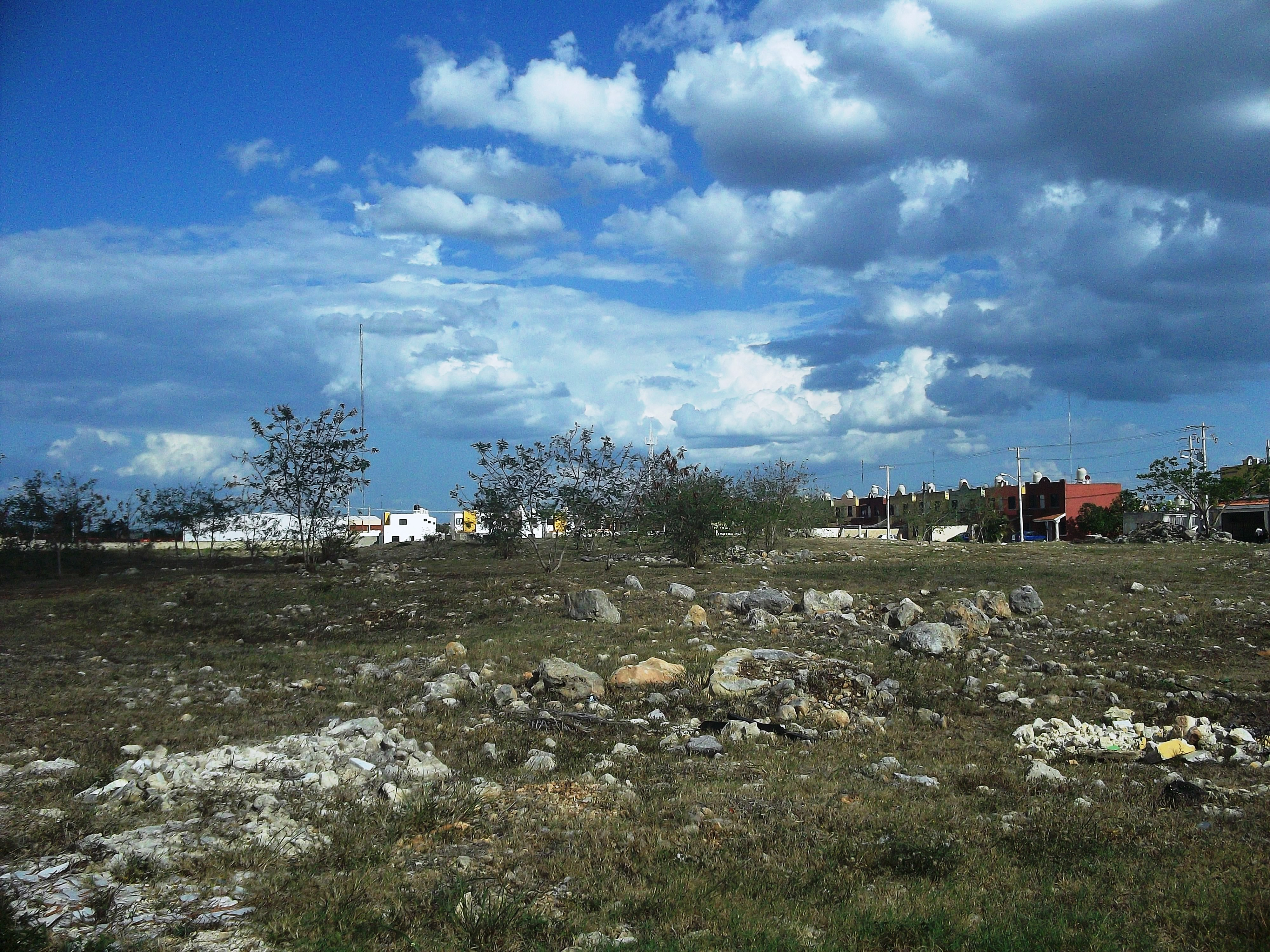
Hacienda.
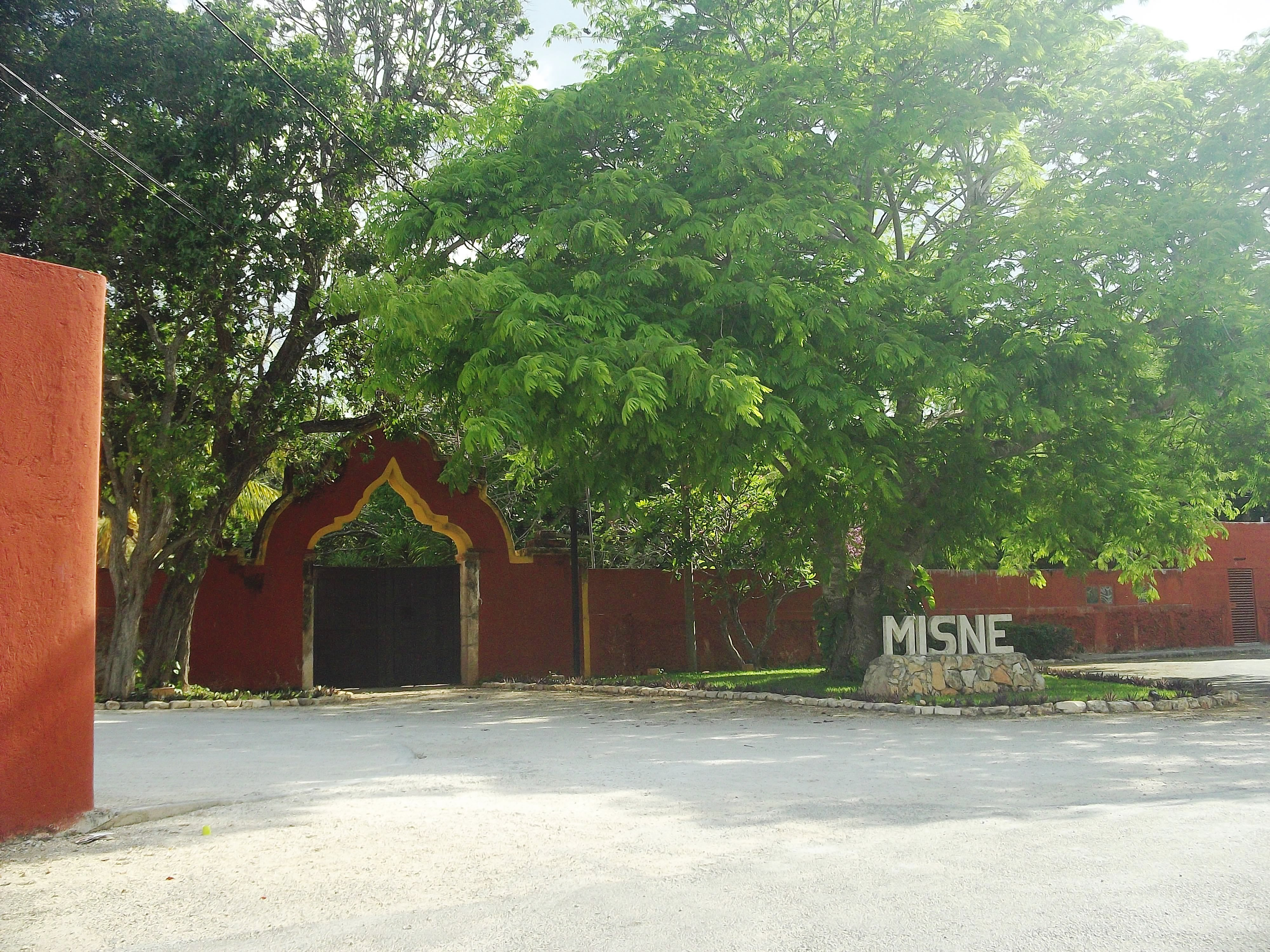
Hacienda.